# Fenestrelle
Fenestrelle es una localidad y comune italiana de la provincia de Turín, región de Piamonte, con 615 habitantes.
Está situado en el Valle Chisone, uno de los Valles Occitanos. Limita con los municipios de  Massello, Mattie, Meana di Susa, Pragelato, Roure y Usseaux. 

## Historia
Pertenecía al Delfinado francés, hasta su ocupación por el Ducado de Saboya el 31 de agosto de 1708. El tratado de Utrecht, ratificó su posesión en 1713.

## Evolución demográfica
| Gráfica de evolución demográfica de Fenestrelle entre 1861 y 2001 |
|                                                                   |
| Fuente ISTAT - elaboración gráfica de Wikipedia                   |

## Administración
| Período | Nombre            | Partido      |
| ------- | ----------------- | ------------ |
| 2004-   | Michele Chiappero | Lista cívica |

## Puntos de interés
- Fortaleza de Fenestrelle